# Fissidens rigidulus
Fissidens rigidulus är en bladmossart som beskrevs av J. D. Hooker och William M. Wilson 1854. Fissidens rigidulus ingår i släktet fickmossor, och familjen Fissidentaceae. Inga underarter finns listade i Catalogue of Life.